# Dougie Wood
Douglas Wood, conosciuto con il soprannome Dougie (Musselburgh, 15 febbraio 1940 – 3 giugno 2022), è stato un calciatore e allenatore di calcio scozzese.

## Carriera
Inizia la carriera nelle riserve degli inglesi del Sunderland. Nel 1960 passa agli scozzesi del Raith Rovers, con cui ottiene il sedicesimo posto della Scottish Division One 1960-1961.
Nel 1961 si trasferisce in Irlanda per giocare nel Derry City, squadra nordirlandese con cui giocherà sino al 1967. Con il suo club vince la Irish League 1964-1965, la Irish Cup 1963-1964 ed una Top Four Trophy, oltre che esordire nelle competizioni europee. Con il Derry viene eliminato al primo turno della Coppa delle Coppe 1964-1965 mentre nella Coppa dei Campioni 1965-1966 raggiunge gli ottavi di finale dopo aver eliminato al primo turno i norvegesi del Lyn.
Nell'estate 1967, aggregato allo Shamrock Rovers, Wood disputò il campionato nordamericano organizzato dalla United Soccer Association: accadde infatti che tale campionato fu disputato da formazioni europee e sudamericane per conto delle franchigie ufficialmente iscritte al campionato, che per ragioni di tempo non avevano potuto allestire le proprie squadre. Lo Shamrock rappresentò i Boston Rovers, e chiuse al sesto ed ultimo posto della Eastern Division, con 2 vittorie, 3 pareggi e 7 sconfitte, non qualificandosi per la finale (vinta dai Los Angeles Wolves, rappresentati dai Wolverhampton).
Nella stagione 1967-1968 gioca nel Linfield, ottenendo il secondo posto finale in campionato e vincendo la Top Four Trophy.
Nel 1968 ritorna al Derry City, che allenerà anche nella stagione 1971-1972.
Nel 1972 si trasferisce in Irlanda per giocare nell'Athlone Town, con cui ottiene il sesto posto nella A Division 1972-1973. La stagione seguente è l'allenatore-giocatore dello Shamrock Rovers, con cui ottiene il settimo posto finale.
Wood torna all'Athlone nella A Division 1974-1975, ottenendo il secondo posto finale, qualificandosi per la Coppa UEFA 1975-1976, raggiungendo i sedicesimi di finale. Rimane in forza all'Athlone sino al 1977.
Nella stagione 1977-1978 passa allo Shelbourne, con cui ottiene il dodicesimo posto finale.

## Palmarès
- Campionato nordirlandese: 1

Derry City: 1964-1965
- Irish Cup: 1

Derry City: 1964-1965
- Top Four Trophy: 2

Derry City: 1965-1966
Linfield: 1967-1968